# TMEM18
TMEM18‏ (Transmembrane protein 18) هوَ بروتين يُشَفر بواسطة جين TMEM18 في الإنسان.